# Tripylium carcinicola
Tripylium carcinicola is een rondwormensoort uit de familie van de Monhysteridae. De wetenschappelijke naam van de soort is voor het eerst geldig gepubliceerd in 1914 door Baylis.